# Ghetto Tschenstochau

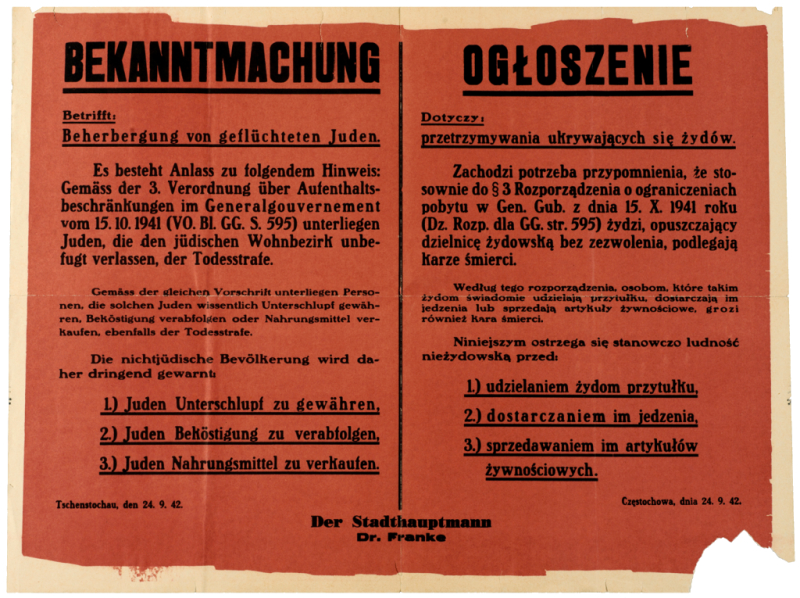
Amtliche Bekanntmachung des Generalgouvernements in Częstochowa vom 24. September 1942

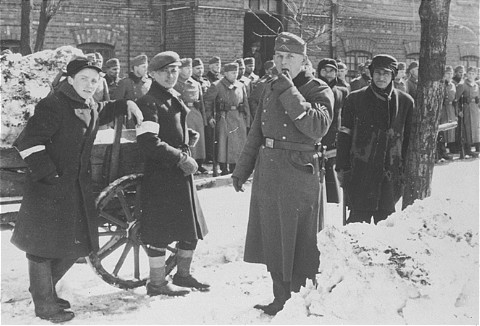
Schneeräumung im Ghetto Tschenstochau

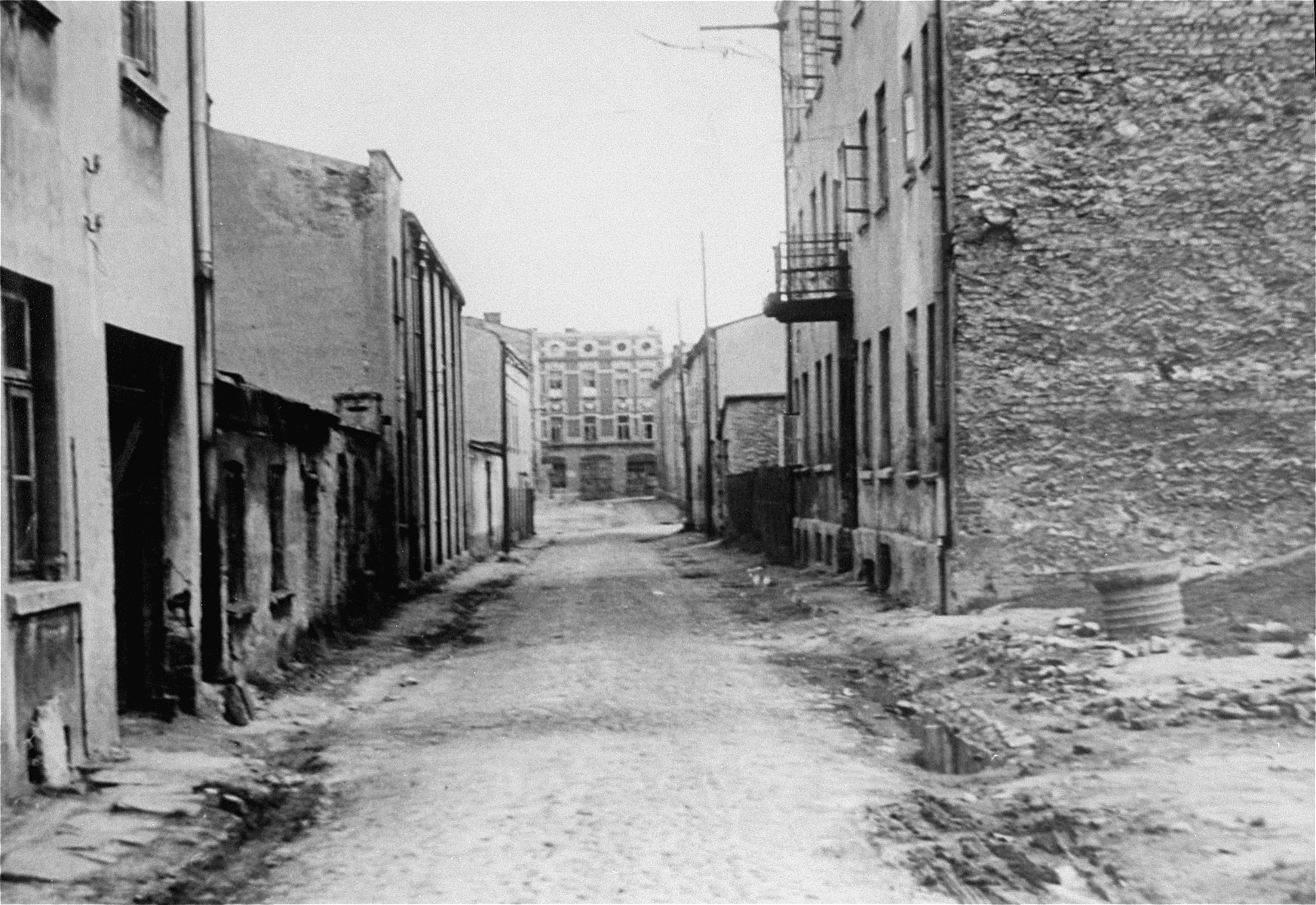
Kozia-Straße (1944) im Ghetto Tschenstochau

Das Ghetto Tschenstochau war ein während der deutschen Besetzung Polens eingerichtetes Ghetto in der Stadt Tschenstochau (pl. Częstochowa). Während des gesamten Zweiten Weltkrieges wurden etwa 45.000 jüdische Bürger und damit fast die gesamte jüdische Bevölkerung Tschenstochaus ermordet und die Synagoge zerstört.

## Geschichte
Im Jahr 1939 wohnten in Tschenstochau fast 24.500 Juden.
Das jüdische Ghetto wurde am 9. April 1941 eingerichtet. Insgesamt wurden ungefähr 48.000 Juden aus den umliegenden Ortschaften, als auch aus Lodsch, Plock und Krakau in das Ghetto zwangsweise umgesiedelt.
Im September 1942 begann die Auflösung des Ghettos, ungefähr 40.000 Menschen wurden in das Vernichtungslager Treblinka verbracht. In Tschenstochau verblieben im sogenannten Kleinen Ghetto ungefähr 5.000 Juden.
Das Kleine Ghetto wurde im März 1943 aufgelöst, indem die Bewohner in Konzentrationslager gebracht wurden. In der Stadt blieben ungefähr 4.000 jüdische Arbeiter zurück, die im Rüstungsbetrieb HASAG bis zur Befreiung durch die Rote Armee am 16. Januar 1945 tätig waren.
Am 11. Juni 1959 wurde der Revieroberwachtmeister Wilhelm Unkelbach, der „Schrecken von Czenstochau“, wegen siebenfachen Mordes vom Landgericht Hanau zu siebenmal lebenslangem Zuchthaus verurteilt. Angeklagt waren „31 selbständige Handlungen aus Mordlust und aus sonstigen niedrigen Beweggründen“ gegen 30 jüdische Männer und Frauen, darunter die verkrüppelte Frau Wroclawski und die hochschwangere Esther Ehrlich.

## Literatur

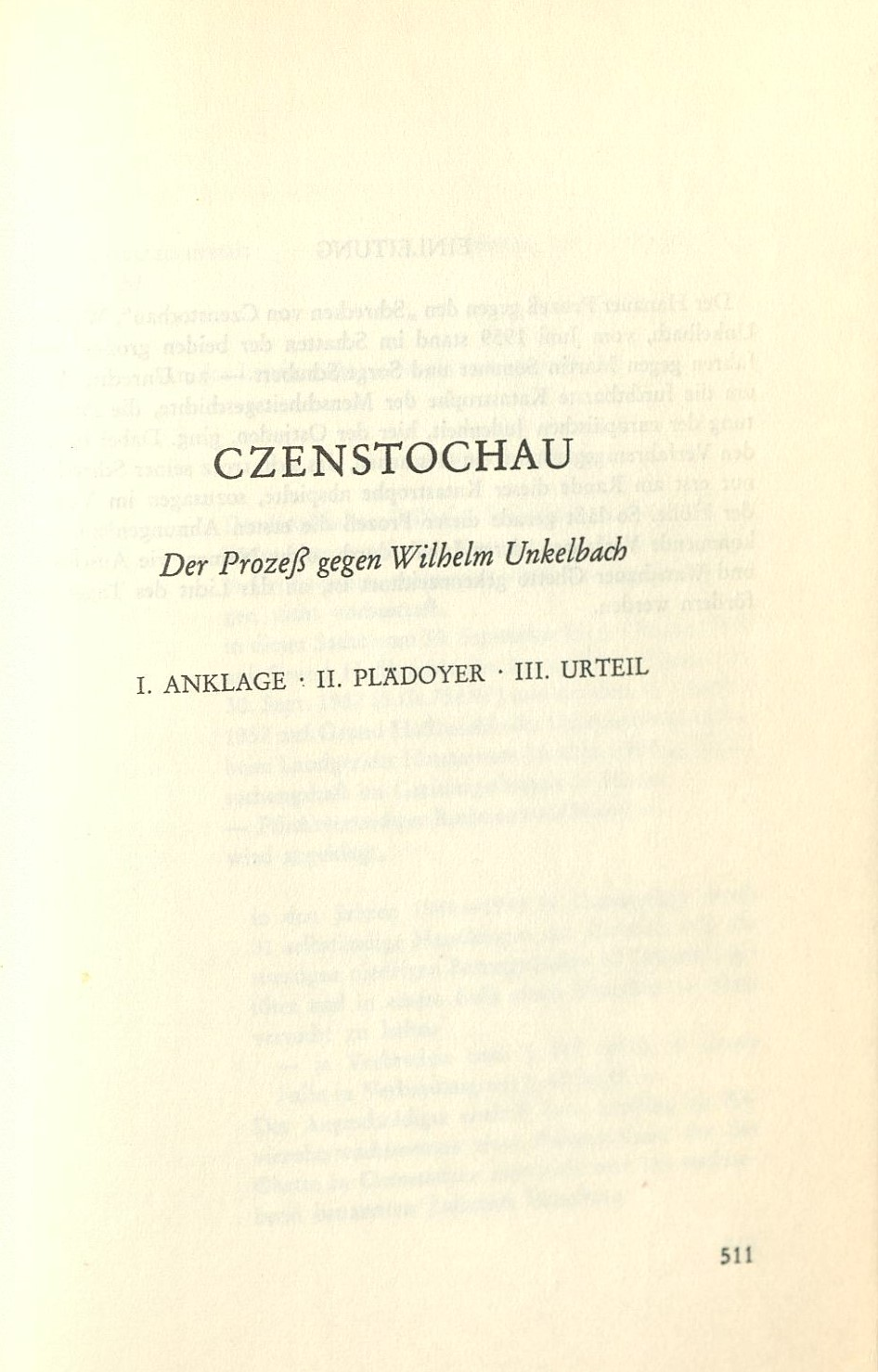
Prozess gegen Wilhelm Unkelbach in Hanau (1959)